# 周瑜 (主持人)
周瑜（1987年1月10日—），女，吉林省吉林市人，中国主播、记者。吉林市第一中学校高中、上海外国语大学广播电视新闻学专业本科、复旦大学新闻学院硕士毕业。曾供职于上海广播电视台融媒体中心上视编播部，现为中央广播电视总台军事节目中心主持人、记者。
因其短发长相酷似台湾艺人桂纶镁，故网友称其为“小桂纶镁”。

## 简介
2005年，周瑜以理科生身份毕业于吉林市第一中学校，开始就读于上海外国语大学新闻传播学院广播电视新闻学专业。在此期间，周瑜曾担任“飞那儿戏剧社”社长和上外广播台《可圈可点》主持人，亦当选为上外学生会主席，年年获得上海外国语大学一等奖学金。此外，她亦是2008年美国总统大选上外双语代表团的成员。
2009年上海外国语大学本科毕业后，周瑜放弃了去四大会计师事务所的机会，正式进入SMG，留在上海发展事业。
周瑜进台初期为记者，参加过“夏令热线”“上海世博会”“威廉王子大婚”“防御台风海葵”等特别报道。
2013年1月开始主持生涯，初期主持过一段时间的《新闻透视》。2013年5月，受到朱亚南生二胎影响，周瑜接替朱亚南代班主持一段时间的《午间新闻连连看》。
2013年11月8日，周瑜首次以代班主持人身份主持《新闻夜线》，2014年2月5日转为正式主持人至今。
除《新闻夜线》外，周瑜亦固定或者代班主持过了上视新闻综合频道《上海早晨》、《午间新闻》（已停播）、《新闻坊》，法治天地频道《走进人大》等新闻节目。
除常规新闻直播之外，周瑜亦参加了天宫二号发射、豫园灯会、上海国际车展、上海书展、《还看今朝》上海篇、汶川地震十周年、庆祝上海解放70周年《城市荣光》大直播、中国国际进口博览会、《长江之恋——长江流域十二省市大直播》、《共和国发展成就巡礼》上海篇等特别报道。
2017年夏磊离开SMG之后，周瑜成为《新闻夜线》之《夜线约见》的两位固定主持人之一（另一位是臧熹）。
此外，周瑜异为新媒体产品《侧耳SH》的策划之一（另两位为王幸和臧熹）。
2016年开始攻读复旦大学新闻学院硕士研究生，并于2019年6月11日毕业，其论文导师为陆晔教授。
2019年9月，周瑜成功入围中央广播电视总台2019主持人大赛全国60强，新闻组全国30强，成为上海广播电视台入围大赛的3名主持人（且皆为新闻类）之一（另两位为刘仲萌和高嵩），最终获得新闻类第13名和新闻类优秀奖的成绩。
2021年从上海广播电视台离职后，转入中央广播电视总台军事节目中心，担任主持人、记者。

## 获奖与提名
- 2010年电视新闻中心世博贡献奖
- 2013年第六届SMG十大青年才俊
- 2015年SMG播音主持新秀提名
- 2017年SMG播音主持新秀[3]
- 2017年、2018年融媒体中心主持人之星提名奖
- 2017年、2018年SMG贡献奖
- 亦获上海市新闻三等奖、传媒人奖主持三等奖等[1]